# Alliance des Verts et de la gauche
L'Alliance des Verts et de la Gauche (en italien : Alleanza Verdi e Sinistra, AVS) est une coalition de partis politiques de gauche en Italie, qui a été lancée le 2 juillet 2022 en tant que fédération de deux partis politiques, la Gauche italienne (SI) et l'Europe verte-Les Verts (EV).
AVS est souvent qualifiée d'alliance rouge-verte et inspirée de l'alliance française de la NUPES, ses dirigeants sont Nicola Fratoianni, secrétaire de l'IS, et Angelo Bonelli (it), porte-parole de l'EV.
En août 2022, elle rejoint la coalition de centre gauche.

## Historique

### Formation
En janvier 2022, la Gauche italienne (SI) et l'Europe verte-Les Verts (EV) ont formé un « pacte de consultation », visant à coopérer à l'élection présidentielle italienne de 2022 qui a lieu fin janvier.
Dans ce contexte, les deux partis ont décidé de soutenir conjointement Luigi Manconi, spécialiste des questions de droits de l'homme et ancien sénateur du Parti démocrate,. Le candidat obtient finalement 8 voix lors des différents scrutins de l'élection.
En juin 2022, l'assemblée de la Gauche italienne a officiellement approuvé l'alliance avec EV.
En juillet 2022, la Gauche italienne et Europe verte-Les Verts ont tenu une convention commune à Rome intitulée « Nouvelles Énergies », promouvant leur coopération et un programme unitaire.
L'alliance s'est ouvertement inspirée de l'alliance de la NUPES, la liste de l'union de la gauche et des écologistes formée à l'approche des élections législatives françaises de 2022.
La chute du gouvernement de Mario Draghi, un gouvernement d'union nationale qui n'a pas été soutenu par SI et EV,,, provoque la dissolution anticipée du Parlement et la convocation des élections générales italiennes de 2022, AVS est officiellement lancé et son logo présenté.
Le 6 août 2022, l'alliance rouge-verte officialise un accord électoral avec le PD et rejoint la coalition de centre gauche, évoquant la nécessité d'une large coalition, malgré des désaccords, en raison du risque que représente la coalition de centre droit selon les dirigeants de l'alliance.

## Composition

### Actuelle
| Parti             | Parti             | Parti             | Parti                                | Idéologie                             | Dirigeant                              |
| Partis fondateurs | Partis fondateurs | Partis fondateurs | Partis fondateurs                    | Partis fondateurs                     | Partis fondateurs                      |
| ----------------- | ----------------- | ----------------- | ------------------------------------ | ------------------------------------- | -------------------------------------- |
|                   |                   | SI                | Gauche italienne                     | Écosocialisme Socialisme démocratique | Nicola Fratoianni                      |
|                   |                   | EV                | Europe verte-Les Verts               | Écologisme Progressisme               | Angelo Bonelli (it)                    |
| Partis régionaux  |                   |                   |                                      |                                       |                                        |
|                   |                   | Grüne             | Les Verts du Tyrol du Sud/Haut-Adige | Écologisme Progressisme               | Marlene Pernstich Felix von Wohlgemuth |
|                   |                   | ADU               | Égalité des droits environnementaux  | Écosocialisme                         | Direction collective                   |
|                   |                   | PP                | Parti progressiste (en)              | Progressisme                          | Massimo Zedda                          |
|                   |                   | RC                | Réseau civique (en)                  | Social-démocratie                     | Direction collective                   |
|                   |                   | PdS               | Parti du Sud                         | Méridionalisme (it)                   | Natale Cuccurese                       |

### Historique
| Ancien parti associé | Ancien parti associé | Ancien parti associé | Ancien parti associé | Ancien parti associé                   | Ancien parti associé |
| Parti                | Parti                | Parti                | Parti                | Idéologie                              | Dirigeante           |
| -------------------- | -------------------- | -------------------- | -------------------- | -------------------------------------- | -------------------- |
|                      |                      | POS                  | Possibile            | Féminisme Social-démocratie Écologisme | Beatrice Brignone    |

## Représentation parlementaire

### Chambre des députés
| Circonscription   | Nom                       | Parti | Parti        | Remarques                                                          |
| ----------------- | ------------------------- | ----- | ------------ | ------------------------------------------------------------------ |
| Émilie-Romagne-05 | Angelo Bonelli            |       | EV           |                                                                    |
| Campanie-1        | Francesco Emilio Borrelli |       | EV           |                                                                    |
| Lombardie-2       | Devis Dori                |       | EV           |                                                                    |
| Lombardie-1       | Eleonora Evi              |       | EV puis Ind. | Quitte le groupe le 23 avril 2024 pour rejoindre le groupe PD-IDP. |
| Toscane           | Nicola Fratoianni         |       | SI           |                                                                    |
| Sardaigne         | Francesca Ghirra          |       | PP           |                                                                    |
| Piémont-1         | Marco Grimaldi            |       | SI           | Vice président du groupe                                           |
| Campanie-2        | Francesco Mari            |       | SI           | Trésorier du groupe                                                |
| Pouilles          | Elisabetta Piccolotti     |       | SI           |                                                                    |
| Lombardie-1       | Aboubakar Soumahoro       |       | Ind.         | Quitte le groupe le 9 janvier 2023 pour rejoindre le groupe mixte. |
| Vénétie-2         | Luana Zanella             |       | EV           | Présidente du groupe                                               |
| Latium-1          | Filiberto Zaratti         |       | EV           | Secrétaire de la Chambre des députés                               |

### Sénat de la République
| Circonscription | Nom                    | Parti | Parti | Remarques |
| --------------- | ---------------------- | ----- | ----- | --- |
| Toscane-04      | Ilaria Cucchi          |       | Ind.  | |
| Latium          | Giuseppe De Cristofaro |       | SI    | Président du groupe mixte                                                                                         |
| Vénétie         | Aurora Floridia        |       | EV    | Vice présidente du groupe mixte Quitte le groupe le 18 février 2025 pour rejoindre le groupe Aut. (SVP-Patt, Cb). |
| Lombardie       | Tino Magni             |       | SI    | Trésorier du groupe mixte                                                                                         |

### Parlement européen

#### 9elégislature
| Circonscription | Nom                    | Parti | Parti | Groupe | Groupe      | Remarques |
| --------------- | ---------------------- | ----- | ----- | ------ | ----------- | --- |
| Sud             | Rosa D'Amato           |       | Ind.  |        | Verts/ALE   | Ancienne membre du Mouvement 5 étoiles. |
| Centrale        | Massimiliano Smeriglio |       | Ind.  |        | S&D puis NI | Après avoir quitté le Parti démocrate le 25 janvier 2024, il rejoint l’AVS le lendemain, et quitte le groupe S&D le 19 mars de la même année. |

#### 10elégislature
| Circonscription | Nom               | Parti | Parti | Groupe | Groupe    | Remarques                                      |
| --------------- | ----------------- | ----- | ----- | ------ | --------- | ---------------------------------------------- |
| Centrale        | Ignazio Marino    |       | Ind.  |        | Verts/ALE | Vice-président du groupe                       |
| Méridionale     | Mimmo Lucano      |       | Ind.  |        | GUE/NGL   |                                                |
| Nord-Ouest      | Ilaria Salis      |       | Ind.  |        | GUE/NGL   | Membre du bureau du groupe                     |
| Nord-Est        | Cristina Guarda   |       | EV    |        | Verts/ALE | Vice-présidente de la commission des pétitions |
| Insulaire       | Leoluca Orlando   |       | Ind.  |        | Verts/ALE |                                                |
| Nord-Ouest      | Benedetta Scuderi |       | EV    |        | Verts/ALE |                                                |

## Résultats électoraux

### Élections parlementaires
| Année | Chef de file   | Chambre des députés | Chambre des députés | Chambre des députés | Chambre des députés | Chambre des députés | Sénat de la République | Sénat de la République | Sénat de la République | Sénat de la République | Sénat de la République | Gouvernement |
| Année | Chef de file   | Voix                | %                   | Rang                | Sièges              | +/-                 | Voix                   | %                      | Rang                   | Sièges                 | +/–                    | Gouvernement |
| ----- | -------------- | ------------------- | ------------------- | ------------------- | ------------------- | ------------------- | ---------------------- | ---------------------- | ---------------------- | ---------------------- | ---------------------- | ------------ |
| 2022, | Angelo Bonelli | 1 071 663           | 3,64                | 7e                  | 12 / 400            | Nv.                 | 972 780                | 3,53                   | 7e                     | 4 / 200                | Nv.                    | Opposition   |

### Élections européennes
| Année | Voix      | %    | Sièges | Rang | Tête de liste                    | Groupe            |
| ----- | --------- | ---- | ------ | ---- | -------------------------------- | ----------------- |
| 2024  | 1 584 885 | 6,78 | 6 / 76 | 6e   | Nicola Fratoianni Angelo Bonelli | GUE/NGL Verts/ALE |